# Nanna Sternberg
Anna Sofia (Nanna) Sternberg, född Westman 2 september 1882 i Karlskrona, död 20 augusti 1952 i Stockholm, var en svensk målare.
Hon var dotter till löjtnanten Sven Westman och Ellen Boltenhagen samt under en period gift med grosshandlaren Karl Sternberg med vilken hon fick sonen Sten Sternberg. Hon ägde en icke obetydlig konstnärlig begåvning och fick en viss handledning av sin far. Hon medverkade i utställningar arrangerade av Föreningen Svenska Konstnärinnor på Liljevalchs konsthall i Stockholm. Hennes konst består av karaktärsfyllda landskapsbilder utförda i olja eller akvarell.